# Mihály von Lenhossék

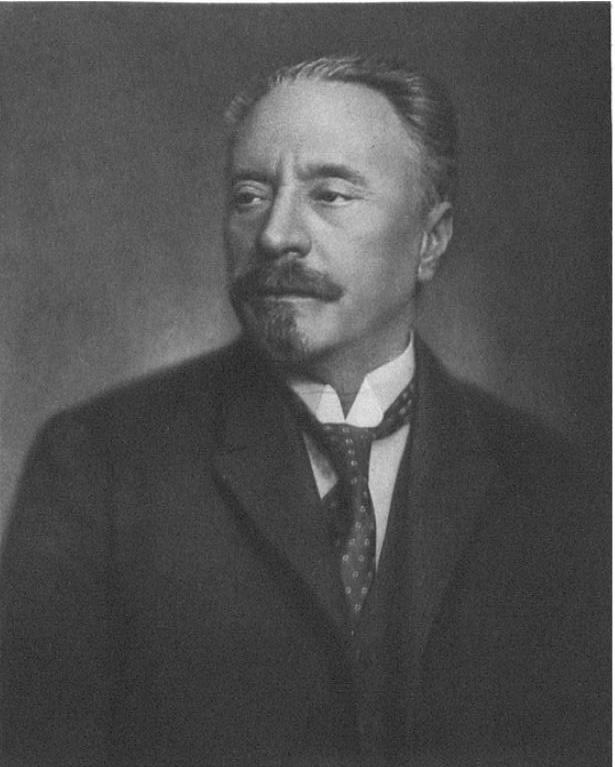
Mihály von Lenhossék

Mihály (von) Lenhossék (auch Michael von Lenhossék; * 28. August 1863 in Pest; † 26. Januar 1937 in Budapest) war ein ungarisch-österreichischer Anatom und Hochschullehrer.

## Leben
Lenhossék stammte aus einer Budapester Akademikerfamilie. Sein Vater war der Anatom József von Lenhossék, sein Großvater der Physiologe Mihály Ignác von Lenhossék. Er studierte wie sein Vater und Großvater an der Universität Budapest Medizin. 1882 wurde er dort Demonstrator, 1885 Praktikant, 1886 zweiter und schließlich 1887 erster Wissenschaftlicher Assistent bei seinem Vater. 1883 erlangte er den ersten medizinischen Abschluss, 1886 die Promotion zum Dr. med. und schließlich dann 1888/1889 die Habilitation zum Privatdozenten für Anatomie. In dieser Position übernahm er nach seines Vaters Tod 1888 zunächst die Lehrstuhlvertretung.
1889 ging Lenhossék bereits an die Universität Basel. Dort war er zunächst unter Julius Kollmann als Prosektor am Anatomischen Institut tätig, ab 1891 zudem als Privatdozent. 1893 wechselte er an die Universität Würzburg, an der er unter Albert Kölliker ebenfalls Prosektor wurde und zudem außerordentlicher Professor der Anatomie. Die gleiche Position bekleidete er ab 1895 dann an der Universität Tübingen bei August von Froriep.
Zehn Jahre nachdem Lenhossék seine Heimatstadt verlassen hatte, erhielt er einen Ruf zurück an die Universität Budapest. Ab 1899 bis zu seiner Emeritierung 1934 war er dort als ordentlicher Professor der Anatomie und Direktor des I. Anatomischen Instituts tätig. Von 1906 bis 1908 war er außerdem Dekan, 1917/1918 Rektor der Universität.
Bereits 1897 wurde Lenhossék zum korrespondierenden, dann 1903 zum ordentlichen Mitglied der Ungarischen Akademie der Wissenschaften ernannt. 1933 rückte er zum Direktionsmitglied auf, 1934 wurde er schließlich Ehrenmitglied und Vizepräsident der Akademie. 1907 wurde er zum Mitglied der Leopoldina gewählt.
Er ist der Onkel des Nobelpreisträgers Albert von Szent-Györgyi Nagyrápolt.

## Wirken und Namensgeber
Neben seinen anthropologischen Studien befasste Lenhossék sich vor allem mit den Sinnesorganen sowie dem feineren Bau des Nervensystems und gilt als einer der Begründer der Neuron-Lehre. Er betrieb insbesondere histologische und embryologische Forschungen. Heute erinnern die Henneguy–Lenhossék-Theorie, die neben Lenhossék auf den französischen Histologen Felix Henneguy (1850–1928) zurückgeht und die seitens Lenhossék auf dem Papier Über Flimmerzellen aus dem Jahr 1898 beruht.
Zudem erinnert die Benennung eines kurzen Prozesses, der in den Ganglien abläuft und als Lenossék-Prozess bezeichnet wird, an den ungarischen Gelehrten.

## Publikationen (Auswahl)
- Die Geschmacksknospen, Würzburg 1894.
- Beiträge zur Histologie des Nervensystems und der Sinnesorgane, Wiesbaden 1895.
- Der feinere Bau des Nervensystems im Lichte neuester Forschungen, Berlin 1895.
- Ueber Spermatogenese bei Säugethieren. Vorläufige Mittheilung, Tübingen, 1897.
- Az ember anatomiája [Die Anatomie des Menschen], 3 Bände, Budapest 1922–1924.